# 히가시코쿠바루 히데오
히가시코쿠바루 히데오(일본어: 東国原英夫, ひがしこくばる ひでお, 1957년 9월 16일 - )는 일본의 정치인이다. 제52대 미야자키현 지사와 중의원 의원을 역임했다. 전직 만담 배우이며, 다수의 저서가 있다. 다케시 군단의 일원이었다. 연예인으로 활동했던 때에는 소노만마 히가시(そのまんま東) 또는 히가시 히데오(東英夫)라는 예명으로 활동했다.

## 내력
- 1957년 9월 16일 - 미야자키현 미야코노조시에서 태어남.
- 2006년 12월 13일 - 소속사무소였던 오피스 기타노와 계약을 해지함. 15일 미야자키 현 지사 선거 출마 표명.
- 2007년 1월 21일 - 미야자키현지사(知事) 당선. 지사 활동은 본명인 "히가시코쿠바루 히데오"로 활동하기로 한다.

## 출연
뮤직 비디오
- 펑키 몽키 베이비즈 〈소노만마 히가시에〉 (2006년)